# After You've Gone (televisieserie)
After You've Gone was een Engelse sitcom die in de jaren 2007 en 2008 te zien was op televisie. Met de spelers Nicholas Lyndhurst, Celia Imrie, Dani Harmer en Ryan Sampson was After You've Gone bedacht en ontwikkeld door Fred Barron. Naast Barron schreven Ian Brown, Katie Douglas, James Hendie, Danny Robins, Andrea Solomons en Dan Tetsell aan de serie mee. De serie werd gemaakt in opdracht van de British Broadcasting Corporation en werd in Nederland uitgezonden door Comedy Central.
Er zijn 25 afleveringen van de serie gemaakt, verdeeld over drie seizoenen. De voorbereidingen voor een vierde seizoen waren reeds in gang gezet. Echter besloot de BBC in november 2008 te stoppen met de televisieserie.

## Rolverdeling
- Nicholas Lyndhurst - James "Jimmy" Venables
- Celia Imrie - Diana Neal
- Dani Harmer - Molly Venables
- Ryan Sampson - Alex Venables
- Amanda Abbington - Siobhan Casey
- Lee Oakes - Kev
- Vincent Ebrahim - Bobby

## Introlied
Het introlied, eveneens After You've Gone geheten, is gezongen door Jamie Cullum. Dit is een cover van het lied dat oorspronkelijk door Marion Harris in 1918 is uitgebracht.

## Dvd's
Er zijn drie dvd-series uitgebracht van After You've Gone.
| Dvd               | Verschijningsdatum | Aantal afleveringen |
| ----------------- | ------------------ | ------------------- |
| Complete Series 1 | 24 september 2007  | 7                   |
| Complete Series 2 | 2007               | 8                   |
| Complete Series 3 | 2007               | 10                  |